# Pachnobia aborigenea
Pachnobia aborigenea là một loài bướm đêm trong họ Noctuidae.